# Enicospilus novoguineensis
Enicospilus novoguineensis là một loài tò vò trong họ Ichneumonidae.